# 梅赛德斯-奔驰MB 820型柴油机
梅赛德斯-奔驰MB 820型柴油机（德語：Dieselmotor Mercedes-Benz MB 820）是一款由戴姆勒-奔驰公司开发研制、以梅赛德斯-奔驰品牌推出的12气缸、V型结构、预燃室式的四冲程高速柴油机，气缸内径为175毫米，活塞行程为205毫米，该系列有多种不同功率等级的型号，例如750马力的MB 820 B型（自然吸气）、1,100马力的MB 820 Bb型（涡轮增压带中冷器）、1,350马力的MB 820 Db型（涡轮增压带中冷器）等，被广泛用作船舶、商用车辆、铁路机车车辆的动力装置。
MB 820型柴油机于1950年代初面世，是由二战前试制的MB 806型柴油机（原称为OM 86型柴油机）基础上发展而来。1960年代，迈巴赫公司与梅赛德斯-奔驰发动机公司合并，于1969年成立了MTU腓德烈斯哈芬公司，梅赛德斯-奔驰MB 820型柴油机继续由MTU公司生产，其型号变更为MTU MB 12 V 493型柴油机。
1959年，梅赛德斯-奔驰公司为了提高柴油机功率，在MB 820型柴油机的基础上将缸径加大到190毫米，发展出12气缸、1400马力的MB 835型柴油机（1969年后改称MTU MB 12V 652），以及16气缸、2000马力的MB 839型柴油机（1969年后改称MTU MB 16V 652）。

## 参看
- 梅赛德斯-奔驰MB 806型柴油机（德语：Mercedes-Benz OM 86）
- 梅赛德斯-奔驰MB 835型柴油机
- 梅赛德斯-奔驰MB 839型柴油机
- 梅赛德斯-奔驰MB 500型柴油机